# سیارک ۱۳۹۸۹
سیارک ۱۳۹۸۹ (به انگلیسی: 13989 Murikabushi، نامگذاری:1993BG) سیزده هزار و نهصد و هشتاد و نهمین سیارک کشف شده‌است که در ۱۶ ژانویه ۱۹۹۳ کشف شد.